# Dơi mũi tro
Dơi mũi tro  (danh pháp khoa học: Hipposideros ater) là một loài động vật có vú trong họ Dơi nếp mũi, bộ Dơi. Loài này được Templeton mô tả năm 1848.